# Гіперкаліємія
Гіперкаліємія — підвищення концентрації калію в крові вище 5,0 мг-екв/л. Сильна гіперкаліємія вимагає невідкладної допомоги, оскільки призводить до порушення серцевого ритму. Нормальним вважається рівень калію в сироватці крові від 3,5 до 5,0 мг-екв/л. Є симптомом певної кількості хвороб.
Калій є найпоширенішим внутрішньоклітинним катіоном і близько 98 % калію в організмі знаходиться всередині клітин, а інша частина в позаклітинній рідині, включаючи кров. Мембранний потенціал підтримується головним чином від градієнта концентрації і проникності мембрани для калію з деяким внеском від Na+/K+-насосу. Градієнт калію є критично важливим для багатьох фізіологічних процесів, включаючи підтримку клітинного мембранного потенціалу, гомеостазу обсягу клітин і передачі потенціалів дії в нервових клітинах.
Калій виводиться з організму через шлунково-кишковий тракт, нирки і потові залози. У нирках виділення калію може бути пасивним (через клубочки) і активним (в проксимальних канальцях і висхідній частині петлі Генле). Активний транспорт в дистальних канальцях і збірних трубочках забезпечується дією альдостерону. У потових залозах виділення калію також контролюється альдостероном. 

## Етіологія

### Порушення виведення
- Ниркова недостатність
- Вживання лікарських засобів, які перешкоджають секреції калію: Інгібітори АПФ і блокатори рецепторів ангіотензину;
- Калійзберігаючі діуретики (наприклад, амілорид і спіронолактон);
- НПЗЗ, такі як ібупрофен, напроксен;
- Серцеві глікозиди;
- Недостатність мінералкортикоїдів (хвороба Адісона, гіпоальдостеронізм)
- Псевдогіпоальдостеронізм

### Вихід калію з клітин
- Рабдоміоліз, опіки, лізис пухлини
- Гемоліз

### Псевдогіперкаліємія
Це лабораторний артефакт, який виникає внаслідок виходу калію з клітин при взятті крові.

## Патогенез
Гіперкаліємія розвивається, при надмірному надходженні (пероральний прийом, пошкодження клітини) або недостатньому виведенні калію. Порушення виведення може бути обумовлено гормональним порушенням (при дефіциті альдостерону), зниженням проникності ниркової паренхіми, що погіршує секрецію, чи прийом препаратів що блокують його виведення.
Збільшення позаклітинного рівня калію призводить до деполяризації мембрани потенціалів клітин за рахунок зменшення рівноважного потенціалу калію. Деполяризація збільшує проникність натрієвих каналів, але також збільшує інактивацію в той же час. Оскільки деполяризація за рахунок зміни концентрації є незначною, потенціал дії не виникає. При певному рівні калію деполяризація інактивує натрієві канали, відкриває калієві канали, таким чином, що клітини стають малозбудливими. Це призводить до порушення функцій нервової системи, м'язів, серця, шлунково-кишкового тракту.
Під час фізичних навантажень калій вивільняється з м'язів, і його концентрація в сироватці зростає до такого рівня, що теоретично може бути небезпечним для здоров'я. Адреналін і норадреналін здійснюють захисну дію на серце, тому що вони зв'язуються з β2-адренорецепторами, які при активації зменшують концентрацію калію поза клітиною.

## Клінічні ознаки
Симптоми гіперкаліємії в основному це загальна слабкість, аритмії (екстрасистолія, блокада або брадикардія), зниження тонусу м'язів. У деяких випадках може бути гіпервентиляція.
У тяжких випадках виникає порушення роботи серця. Загострення зубця Т, збільшення інтервалу PQ, розширення комплексу QRS, сповільнення AV-провідності, зникнення зубця P. Надалі виникає фібриляція шлуночків та асистолія.
| симптом | Це незавершена стаття про симптом хвороби. Ви можете допомогти проєкту, виправивши або дописавши її. |